# Balloon Fight
Balloon Fight (バルーンファイト?) è un videogioco arcade sviluppato nel 1984 da Nintendo. Originariamente distribuito come Vs. Balloon Fight all'interno della serie di arcade Nintendo Vs. Series, venne pubblicato l'anno seguente per Nintendo Entertainment System, con la collaborazione di HAL Laboratory e, in particolare, con il contributo di Satoru Iwata.
Venne convertito per numerose piattaforme, tra cui NEC PC-8801, Sharp X1 e Game Boy Advance, e in tempi successivi è stato distribuito tramite Virtual Console per Wii, Nintendo 3DS e Wii U e pubblicato su Nintendo e-Reader. Il videogioco è inoltre incluso nella versione per Nintendo GameCube di Animal Crossing.
Balloon Fight è il capostipite di una serie di giochi omonima.

## Modalità di gioco
Il videogioco è simile a Joust. In Balloon Fight si controlla un personaggio legato a due palloncini. Scopo del gioco è eliminare i nemici presenti nei vari livelli. Sono inoltre presenti livelli bonus il cui obiettivo è raccogliere palloncini.

## SerieBalloon Fight
| Nome                       | Piattaforma                          | Date di pubblicazione                         |
| -------------------------- | ------------------------------------ | --------------------------------------------- |
| Vs. Balloon Fight          | Arcade                               | 1984                                          |
| Balloon Fight              | NES/Famicom                          | 22 gennaio 1985 agosto 1986 15 dicembre 1986  |
| Balloon Fight              | PC-88                                | 1985                                          |
| Balloon Fight              | Arcade (PlayChoice-10)               | 1985                                          |
| Balloon Fight              | Game & Watch                         | 1986                                          |
| Balloon Fight              | Zaurus                               | ottobre 2001                                  |
| Balloon Fight              | Wii (Virtual Console)                | 13 novembre 2007 16 luglio 2007 8 giugno 2007 |
| Balloon Fight              | Nintendo 3DS (Virtual Console)       | 22 agosto 2012 2 maggio 2013                  |
| Balloon Fight              | Wii U (Virtual Console)              | 23 gennaio 2013                               |
| Balloon Kid                | Game Boy                             | 5 ottobre 1990 31 gennaio 1991                |
| Balloon Fight GB           | Game Boy Color (Nintendo Power)      | 31 luglio 2000                                |
| Balloon Fight-e            | Game Boy Advance (Nintendo e-Reader) | 16 settembre 2002                             |
| Famicom Mini Balloon Fight | Game Boy Advance                     | 21 maggio 2004                                |
| Tingle's Balloon Fight     | Nintendo DS                          | aprile 2007                                   |

Numerosi elementi del titolo compaiono nella serie Super Smash Bros., in particolare in Super Smash Bros. per Nintendo 3DS e Wii U.